# Javier Alzola
Javier Alzola (5 de diciembre de 1964) es un saxofonista vasco, procedente de Basauri (España) conocido por su participación en el grupo Fito & Fitipaldis, del cual es actualmente (junto al propio Fito Cabrales) el miembro más antiguo. Formó parte de Cartoon Band, una banda de jazz fusion, formada por grandes músicos del panorama vasco. Entre sus integrantes se encontraban Roberto Caballero (Bajo), José Luis Canal (Teclados), Blas Fernández (Batería), Patxi Goikoetxea (Percusiones) y la colaboración de Mikel Caballero, actual bajista de Gatibu. Su instrumento es el Saxofón tenor.
Su primera colaboración con Fito fue en 1997 con su banda de entonces, Platero y Tú, como parte de un trío de viento que grabó varios temas del álbum 7. En 1998 colaboró en la grabación del tema Ojos de serpiente, incluido en el primer disco en solitario de Fito, A puerta cerrada. Tras la gira de ese álbum, se integró en la formación de los Fitipaldis, de la que es miembro estable desde entonces.
En 2001 participó en Extrechinato y Tú, el proyecto que Roberto Iniesta y Manolo Chinato estaban llevando a cabo para poner música a las poesías de este último. Robe (guitarrista de Extremoduro), junto con Fito, el propio Chinato e Iñaki "Uoho" Antón (guitarrista de Extremoduro y de Platero y Tú), grabaron Poesía básica, disco en el que Javier colaboró no sólo con el saxofón en los temas A la sombra de mi sombra y Si el cielo está gris, sino prácticamente como arreglista de viento, grabando pistas de clarinete, flauta y flautín para el tema Tres puertas.
Además Javi Alzola ha sido el encargado de hacer las partituras a mano de la Edición Especial del álbum "Antes de que cuente diez" de Fito & Fitipaldis.
- Datos: Q5927383